# 조지 리가스
조지 리가스(George Regas, 1890년 11월 9일 ~ 1940년 12월 13일)는 그리스의 영화배우, 배우이다.

## 영화
- 버지니아 시티 (1940년)
- 쾌걸 조로 (1940년)
- 더 레인스 케임 (1939년)
- 건가 딘 (1939년)
- 보 게스티 (1939년)
- 포맨 앤 프레어 (1938년)
- 와이키키 웨딩 (1937년)
- 차지 오브 더 라이트 브리게이드 (1936년)
- 로빈 훗 - 엘도라도 (1936년)
- 로즈 마리 (1936년)
- 키드 밀리언스 (1934년)
- 비바 빌라! (1934년)
- 시티 스트리트 (1931년)